# Alfred Dethuin
Alfred de Thuin (Mons, 10 mai 1835 - Bruxelles, 1er mai 1913) était un homme politique belge.

## Biographie
Alfred Félix Adolphe de Thuin est le fils de Désiré Dethuin et le neveu de Louis Troye.
Propriétaire des jardins et d'une partie des bâtiments de l'ancien couvent des carmélites de Mons, il est membre du Cercle archéologique de Mons.
Conseiller provincial du Hainaut, il est élu député en 1866, puis sénateur en 1881.

## Mandats et fonctions
- Conseiller provincial du Hainaut
- Membre de la Chambre des représentants de Belgique : 1866-1881
- Membre du Sénat belge par l'arrondissement de Mons : 1881-1894

## Publications
- Quelques mots encore sur l'instruction obligatoire (Mons, Degouy, 1865)

## Sources
1. ↑  Revue missionnaire des jésuites belges, 1876

- Émile Banning, La Belgique et le Vatican: documents et travaux législatifs concernant la rupture des relations diplomatiques entre le Gouvernement belge et le Saint-Siège, Bruylant-Christophe, 1881
- Cercle archéologique de Mons, Annales, Volume 19, 1886
- R. Devuldere, Biografisch repertorium der Belgische parlementairen, senatoren en volksvertegenwoordigers 1830 tot 1.8.1965, Gent, R.U.G. licentiaatsverhandeling (onuitgegeven), 1965
- Jean-Luc de Paepe, Christiane Raindolf-Gerard (red), Le Parlement Belge 1831-1894. Données Biographiques, Brussel, Académie Royale de Belgique, 1996